# Загає (гміна Єнджеюв)
Загає (пол. Zagaje) — село в Польщі, у гміні Єнджеюв Єнджейовського повіту Свентокшиського воєводства. Населення — 453 особи (2011).
У 1975—1998 роках село належало до Келецького воєводства.

## Демографія
Демографічна структура на день 31 березня 2011 року:
|          | Загалом | Допрацездатний вік | Працездатний вік | Постпрацездатний вік |
| -------- | ------- | ------------------ | ---------------- | -------------------- |
| Чоловіки | 229     | 35                 | 164              | 30                   |
| Жінки    | 224     | 42                 | 129              | 53                   |
| Разом    | 453     | 77                 | 293              | 83                   |